# Paulo Valentim
Paulo Ângelo Valentim (Barra do Piraí, Río de Janeiro, 20 de noviembre de 1932-Buenos Aires, 9 de julio de 1984) fue un futbolista brasileño que se desempeñaba en la posición de delantero. 
Integró las filas de clubes de Brasil, Argentina y México, pero tuvo los años más eficientes de su carrera en el Club Atlético Boca Juniors de la Primera División de Argentina.
En el conjunto «xeneize» conquistó dos títulos, permaneció durante un total de 5 años y logró convertir una considerable cantidad de goles en el denominado Superclásico del fútbol argentino, que enfrenta al «xeneize» frente a su más acérrimo rival, el Club Atlético River Plate, al cual le convirtió un total de 19 goles, 10 en partidos oficiales y 9 en amistosos.
Con el conjunto «xeneize» conquistó los campeonatos de la Primera División de Argentina de 1962 y 1964.
Fue internacional con la Selección de fútbol de Brasil en 5 oportunidades, convirtiendo 5 goles.
Una vez retirado de la actividad profesional, se radicó definitivamente en Argentina y falleció a la edad de 51 años en 1984.
Casado hasta su último día con el amor de su vida, Hilda Maia Valentim.

## Biografía

### Vida futbolística

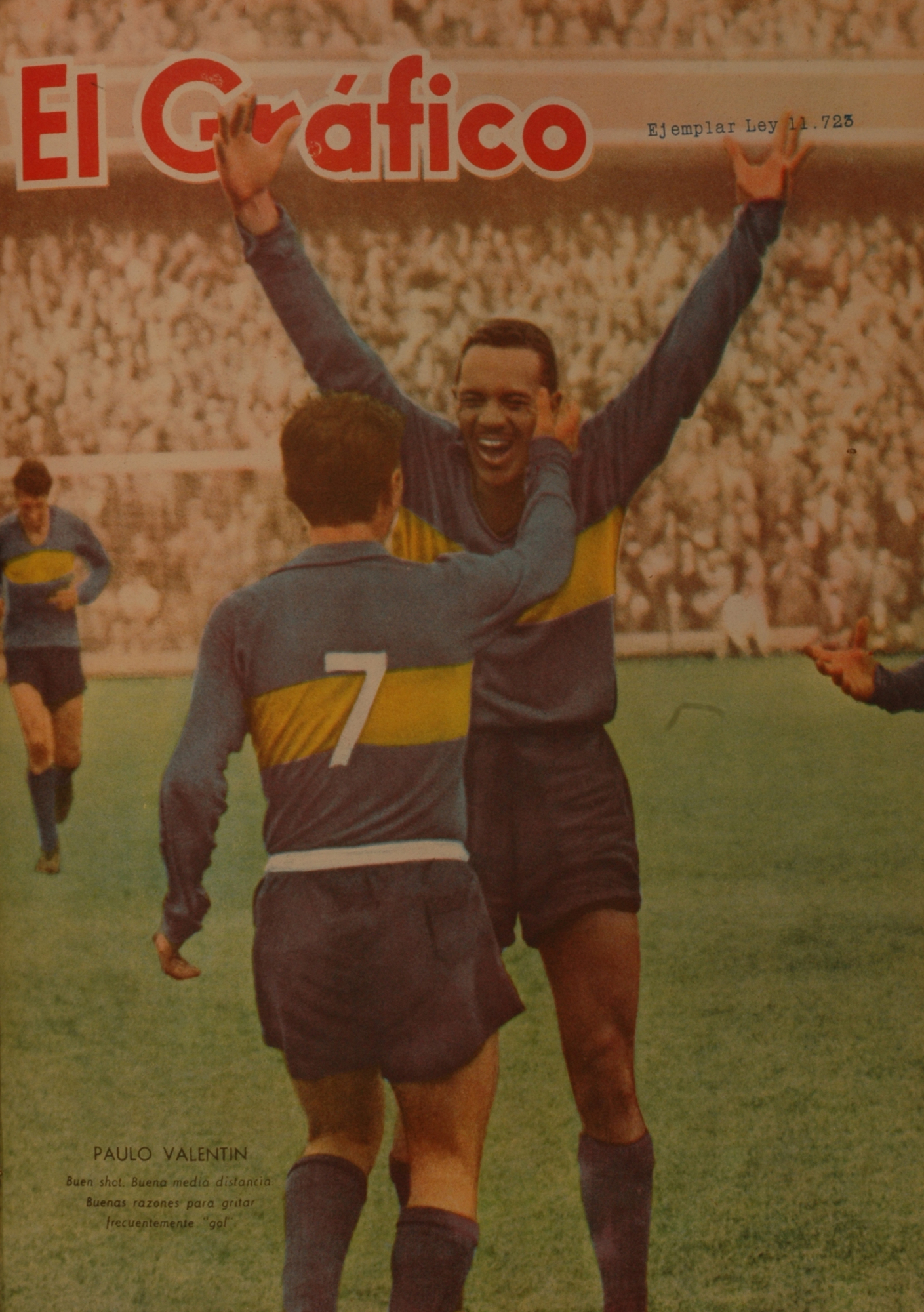
Paulo Valentín (Boca) en 1960.

Paulo Ángelo Valentim, o Paulinho Valentim, nació en Barra do Piraí el día 20 de noviembre de 1932 y falleció en Buenos Aires el día 9 de julio de 1984. 
Jugó en el Atlético Mineiro, donde salió Bicampeón Estadual 1954-55; y en Botafogo, donde fue Campeón Carioca 1957, tras una racha de 9 años sin títulos. En esa final, contra Fluminense, por el "Clássico Vovô" (Clásico Abuelo, el más antiguo de Brasil) fue protagonista, pues anotó 5 tantos en la goleada por 6-2, uno de ellos de chilena. En el Botafogo fue donde más se destacó, jugando 206 partidos, convirtiendo 135 goles y siendo el décimo segundo mayor goleador del club brasileño.
Se destacó, también, en el club argentino Boca Juniors, donde jugó 115 partidos convirtiendo 71 goles desde 1960 a 1964. Es el máximo goleador histórico de Boca Juniors en el Superclásico del fútbol argentino con 10 goles en 7 partidos oficiales jugados.

### Últimos años
Después de retirarse del fútbol, Valentim vivió en Argentina donde trabajó como entrenador de juveniles. En el año 1984, él contrajo problemas del corazón y Hepatitis, y murió el 9 de julio, a los 51 años.

## Clubes
| Club                 | País      | Año       |
| -------------------- | --------- | --------- |
| Guaraní              | Brasil    | 1952-1954 |
| Atlético Mineiro     | Brasil    | 1954-1956 |
| Botafogo             | Brasil    | 1956-1960 |
| Boca Juniors         | Argentina | 1960-1965 |
| São Paulo            | Brasil    | 1965-1966 |
| CF Atlante           | México    | 1966-1968 |
| Argentino de Quilmes | Argentina | 1968      |

## Palmarés

### Campeonatos estatales
| Título             | Club             | País   | Año  |
| ------------------ | ---------------- | ------ | ---- |
| Campeonato Mineiro | Atlético Mineiro | Brasil | 1954 |
| Campeonato Mineiro | Atlético Mineiro | Brasil | 1955 |
| Campeonato Mineiro | Atlético Mineiro | Brasil | 1956 |
| Campeonato Carioca | Botafogo         | Brasil | 1957 |

### Campeonatos nacionales
| Título                        | Club         | País      | Año  |
| ----------------------------- | ------------ | --------- | ---- |
| Primera División de Argentina | Boca Juniors | Argentina | 1962 |
| Primera División de Argentina | Boca Juniors | Argentina | 1964 |